# Iván Bolado
Iván Bolado Palacios (ur. 3 lipca 1989 w Santanderze) – gwinejski piłkarz, grający na pozycji napastnika. Posiada także obywatelstwo hiszpańskie.

## Kariera klubowa
Karierę piłkarską Bolado rozpoczął w Racingu Santander. W 2007 roku zadebiutował on w pierwszym zespole tego klubu. Rok później Bolado został wypożyczony do Elche CF, gdzie w 22 meczach ligowych strzelił 2 gole. Po powrocie z wypożyczenia, Bolado musiał zmierzyć się z kontuzją stawu kolanowego, przez którą stracił pierwszą część sezonu. Po wyleczeniu kontuzji, Bolado zaczął walczyć o miejsce w pierwszym składzie. W sezonie 2009/10 Bolado występował w 12 spotkaniach ligowych, a w następnym – w 19. Przez cztery lata gry w Santander Bolado rozegrał 44 spotkania i strzelił 6 goli.
W sezonie 2011/2012 roku Bolado był zawodnikiem FC Cartagena, klubu grającego w Segunda División. Wraz z nowymi kolegami zajął ostatnie miejsce w lidze. Latem 2012 przeniósł się do CSKA Sofia, jednak już w połowie września doznał groźnej kontuzji, która uniemożliwiła mu kontynuowanie kariery w bułgarskim zespole. Od tamtej pory pozostawał bez klubu.
W marcu 2014 Bolado podpisał kontrakt z Realem Avilés z Segunda División B. W tym samym roku przeszedł do indyjskiego klubu FC Pune City, grającego w Indian Super League. Po sezonie 2014 odszedł z tego klubu. W 2016 roku został zawodnikiem zespołu Deportivo Rayo Cantabria z Tercera División. Na początku 2017 roku odszedł do innego klubu tej ligi, CD Don Benito.

## Kariera reprezentacyjna
Zanim Bolado zadebiutował w reprezentacji Gwinei Równikowej, występował w reprezentacjach młodzieżowych Hiszpanii.
W reprezentacji Gwinei Równikowej Bolado zadebiutował 6 stycznia 2012 roku w meczu z RPA. W tym samym roku został powołany do kadry narodowej na Puchar Narodów Afryki 2012.